# Paraguayische Volleyballnationalmannschaft der Männer
Die paraguayische Volleyballnationalmannschaft der Männer ist eine Auswahl der besten paraguayischen Spieler, die die Federación Paraguaya de Voleibol bei internationalen Turnieren und Länderspielen repräsentiert.

## Geschichte

### Weltmeisterschaft
Bei der bislang einzigen Teilnahme an einer Volleyball-Weltmeisterschaft belegte Paraguay 1960 den zwölften Platz.

### Olympische Spiele
Paraguay konnte sich noch nie für Olympische Spiele qualifizieren.

### Südamerikameisterschaft
Bei der Volleyball-Südamerikameisterschaft 1956 wurden die Paraguayer Dritter. Zwei Jahre später mussten sie sich nur noch dem Gastgeber Brasilien geschlagen geben. Nach zwei vierten Plätzen wurden sie 1967 Fünfter und 1971 reichte es nur noch zum siebten Rang. Bei den Turnieren 1975 und 1977 wurden sie wieder Fünfter und 1979 gewannen sie als Dritter ihre dritte Medaille. 1981 belegten sie den sechsten Platz. Von 1987 bis 2007 waren sie immer dabei und die Resultate schwankten zwischen Rang vier und neun.

### World Cup
Im World Cup hat Paraguay bisher nicht mitgespielt.

### Weltliga
Auch die Weltliga fand bisher ohne paraguayische Beteiligung statt.